# 오사키 지선
본 문서의 이해를 돕기 위한 비자유 그림이 있습니다. 
링크의 파일을 직접 올려 주세요
오사키 지선(일본어: 大崎支線, おおさきしせん)은 일본 동일본 여객철도의 도카이도 화물선 (요코스카 선 ·  힌카쿠 선) 시나가와역 ~ 니시오이역 사이에 있는 구 헤비쿠보 신호장과 야마노테 선 사이를 잇는 선로를 가리키는 명칭이다. 요코하마 방면과 신주쿠 방면을 직결하는 구간을 구성한다. 길이는 2km 정도로, 복선 전철화 설비를 보유하고 있지만 전 구간이 오사키역 구내로 취급되기 때문에 정식 노선으로는 취급받지 않는다. 헤비쿠보 지선(일본어: 蛇窪支線, へびくぼしせん)이라고도 한다.

## 연선 개요

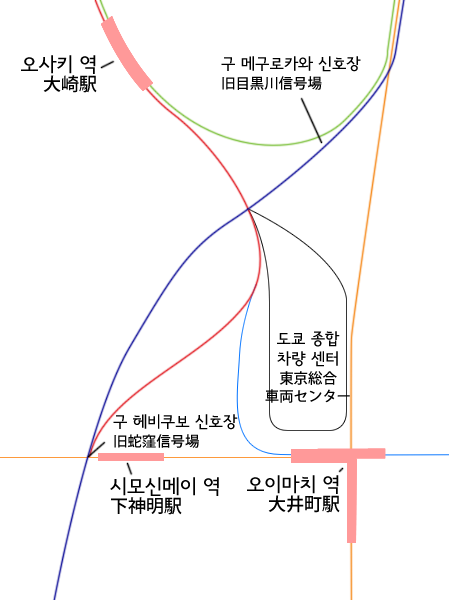
구 헤비쿠보 신호장 주변도

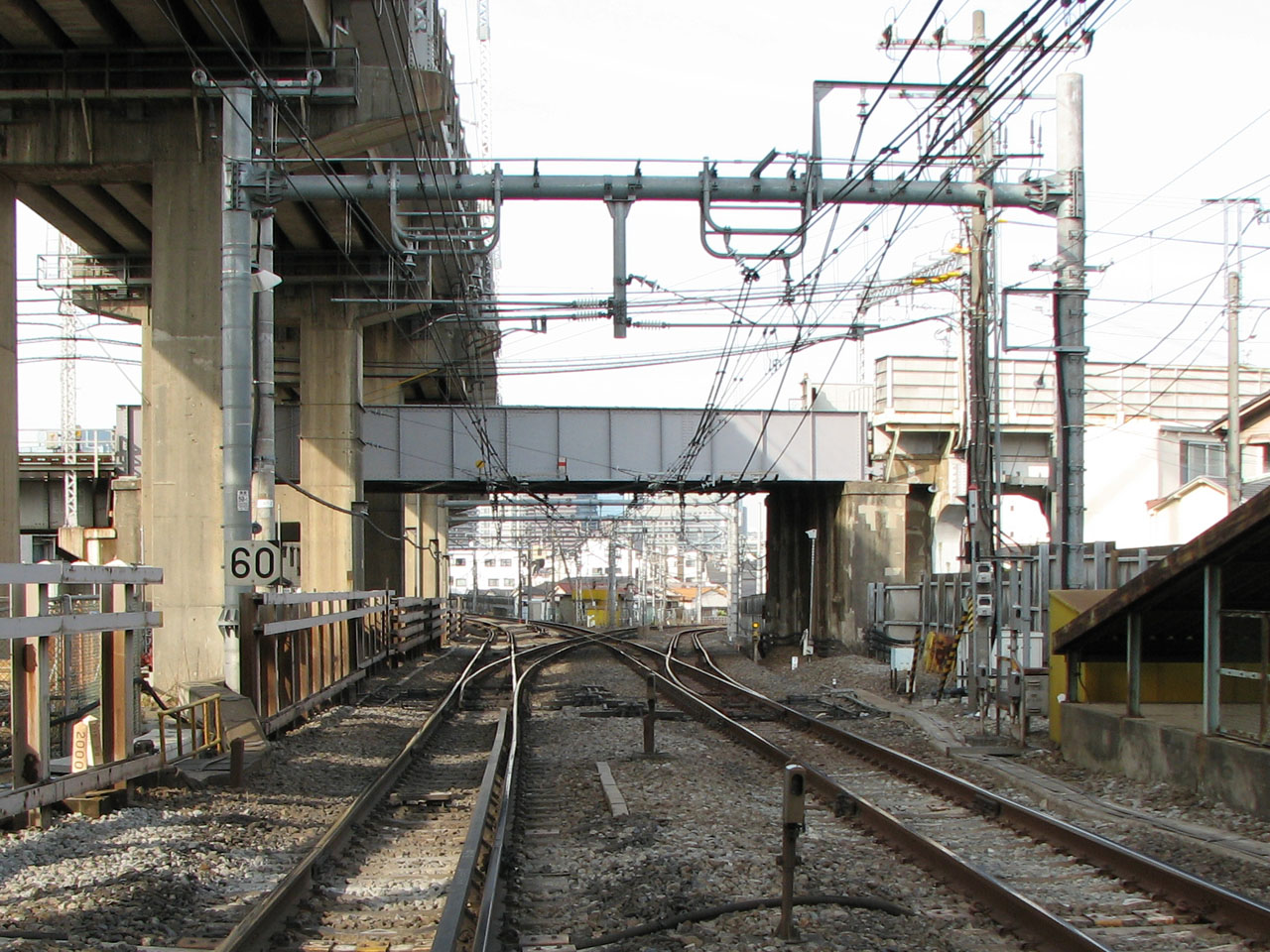
구 헤비쿠보 신호장
왼쪽 끝이 요코스카 선 열차가 운행되는 힌카쿠 선, 오른쪽 끝이 오사키 지선이다. 노선 상공을 가로지르는 교량은 도쿄 급행 전철 오이마치 선이며, 힌카쿠 선 왼쪽으로 병주하는 노선은 도카이도 신칸센이다.

기점은 구 헤비쿠보 신호장이다. 요코하마 방면에서 온 열차가 니시오이 역을 출발한 지 조금 지나면 도쿄 급행 전철 오이마치 선 시모신메이 역 부근의 고가 밑을 지나면 오른쪽으로 분기되는 선로가 나온다. 이것이 구 헤비쿠보 신호장으로, 그대로 뻗은 선로는 힌카쿠 선, 오른쪽으로 분기하는 선로가 오사키 지선이다. 분기선을 탄 지 조금 지나면 선로가 왼쪽으로 꺾이는데, 이 구간은 동일본 여객철도 도쿄 종합 차량 센터와 마주하고 있다. 차량 센터 부지를 따라 왼쪽으로 난 커브를 타고 계속 진행하면 상·하행선 지하로 도쿄 임해 고속철도 린카이 선의 복선 선로가 올라온다. 그 후 린카이 선과 평행하다가 헤비쿠보 신호장에서 갈라졌던 힌카쿠 선과, 도카이도 신칸센의 고가로를 밑으로 지나 린카이 선과 서로 합류하면서 오사키 역으로 진입한다.